# Caso Tamam Shud
El Caso Tamam Shud, también conocido como el «Misterio del Hombre de Somerton», es una defunción no resuelta de un hombre posteriormente identificado como Carl Charles Webb que fue encontrado muerto a las 06:30 de la mañana del 1 de diciembre de 1948 en la playa de Somerton en la ciudad de Adelaida, Australia.
Considerado uno de los misterios más grandes de Australia, el caso fue tema de intensas especulaciones por la falta de identidad de la víctima, los eventos relacionados con su muerte y el desconocimiento de la causa de la misma. A pesar de que las investigaciones estuvieron centradas en Australia, los misterios que envolvían el caso acabaron atrayendo la atención internacional. El interés del público en el caso sigue siendo importante debido a una serie de factores: la muerte ocurrió en un momento de tensiones durante la Guerra Fría, el uso de un veneno indetectable, la falta de identificación, la posible existencia de un código secreto en un libro, y la posibilidad de un amor no correspondido.

## Víctima

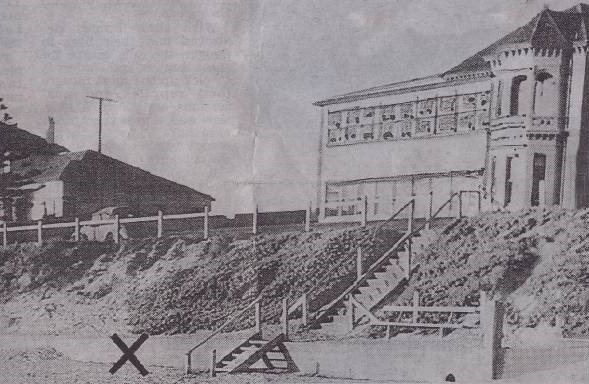
Marcado con un "X", el lugar donde el cuerpo fue encontrado en la playa de Somerton

Según el patólogo John Burton Cleland, el hombre, de aspecto "británico", tenía entre cuarenta y cuarenta y cinco años de edad y estaba en perfectas condiciones físicas. Medía 1.80 metros de estatura, ojos color castaño claro, cabello rubio y ligeramente grisáceo, hombros anchos, cintura estrecha, manos y uñas sin señales de trabajo manual, con el primero y quinto dedos de los pies de forma triangular, como los de un bailarín o agricultor. Estaba impecablemente vestido, con una camisa blanca, corbata color rojo con azul, pantalón marrón, medias y zapatos. Aunque hizo calor ese día, llevaba un suéter de punto marrón y una chaqueta gris de estilo europeo. Ninguna de sus prendas tenía etiquetas y no usaba sombrero, algo poco común en 1948, especialmente para alguien que vestía de traje. No tenía cicatrices y no portaba documentación de identidad, lo que llevó a la policía a pensar inicialmente que se trataba de un suicidio.
Cuando los policías llegaron al lugar del crimen, percibieron que el cuerpo no había sido perturbado. El brazo izquierdo del hombre estaba en posición recta y el derecho doblado. Llevaba un cigarrillo sin fumar detrás de la oreja, mientras que otro que había sido utilizado hasta la mitad estaba en la parte derecha de la chaqueta, alineado con la mejilla.
Una búsqueda en los bolsillos reveló la existencia de un pasaje de autobús usado desde la ciudad hacia Henley Beach, un peine angosto de aluminio, un paquete por la mitad de chicles frutales, un paquete de cigarrillos Army Club que contenía cigarrillos Kensitas (más caros que los Army Club), y una caja de fósforos Bryant & May. La parada del autobús perteneciente al pasaje usado estaba a unos 1.100 metros al norte de la ubicación del cuerpo.
Testigos se presentaron para declarar que la noche del 30 de noviembre vieron a un individuo de apariencia similar de pie, en el mismo lugar, próximo a la institución "Crippled Children's Home" donde el cuerpo fue posteriormente encontrado. Una pareja dijo que a las 19:00 vieron al hombre estirar todo el brazo derecho, y luego dejarlo caer lentamente. Otra pareja que lo vio entre las 19:30 y las 20:00 de la noche —momento en que las luces de la calle se encendieron— contó que no lo vieron moverse durante la media hora en la que lo tuvieron a la vista, aunque finalmente tuvieron la impresión de que había cambiado de posición. Comentaron entre sí que debía de estar muerto porque no reaccionaba a las picaduras de los mosquitos, aunque finalmente supusieron que era más probable que estuviese borracho o dormido, y decidieron no investigar más a fondo.
Cuando el cuerpo fue descubierto a la mañana siguiente, permanecía en la misma posición observada por los testigos la noche anterior.

## Autopsia
Se realizó una autopsia, la cual concluyó que la hora de la muerte fue alrededor de las 02:00 de la mañana del 1 de diciembre.

El corazón tenía el tamaño normal, y era normal en todos los demás aspectos (...) los vasos pequeños que normalmente no se observan en el cerebro eran fácilmente discernibles por congestión. La faringe estaba congestionada, y el esófago se cubrió con el blanqueamiento de capas superficiales de mucosa con un sector de ulceración en medio. El estómago estaba profundamente congestionado (...) No había congestión en la segunda mitad del duodeno.  Había sangre mezclada con alimentos en el estómago.  Ambos riñones estaban congestionados, y el hígado contenía un exceso de sangre en los vasos. (...) El bazo era enormemente grande (...) alrededor de tres veces su tamaño normal (...) hubo destrucción del centro de los lóbulos del hígado revelados bajo el microscopio. ... hemorragia gástrica aguda, congestión extensa del hígado y el bazo, congestión cerebral.

Sin embargo, más allá de revelar que la última comida del hombre fue una empanada, de tres a cuatro horas antes de la muerte, las pruebas y exámenes no consiguieron revelar sustancias extrañas en su organismo. El patólogo, el Dr. Dwyer, concluyó: "Estoy convencido de que la muerte no fue natural (...) supongo que el veneno utilizado puede haber sido un barbitúrico o un hipnótico soluble". Aunque el envenenamiento fue la principal sospecha, se llegó a la conclusión de que la empanada no contenía veneno. Pero la policía no pudo llegar a una conclusión acerca de la identidad del hombre, la causa de su muerte o si la persona vista en la playa de Somerton en la noche de 30 de noviembre era el mismo hombre, pues ninguno de los testigos le vio la cara. Se llamó a Scotland Yard para que ayudara en el caso, pero los resultados fueron mínimos, y a pesar de que una fotografía del hombre y su impresión digital circularon por todo el mundo, nunca se logró una identificación positiva.
Al no ser identificado, su cadáver fue embalsamado el 10 de diciembre de 1948. Es el primer registro de la realización de tal procedimiento en la historia de la policía australiana.

## Reacción de los medios
Los dos diarios de Adelaida, The Advertiser y The News, informaron de la muerte en forma separada. The Advertiser, en aquella época un matutino, le dedicó un pequeño artículo en la página 3 en su edición del 2 de diciembre de 1948. Titulado "Cadáver descubierto en la playa", decía:

"Ayer por la mañana se descubrió un cadáver, presumiblemente de E.C. Johnson, de unos 45 años, de la calle Arthur, Payneham, en la playa Somerton, frente al Crippled Children's Home. Fue descubierto por el Sr. J. Lyons, de la calle Whyte, Somerton. El detective H. Strangway y su ayudante J. Moss están investigando".

The News, un diario vespertino, le dedicó la portada a la historia, dando más detalles acerca del hombre muerto.

## Intentos de identificación

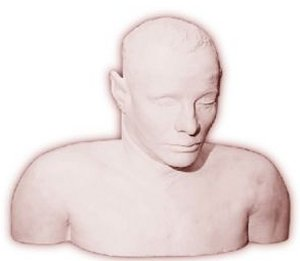
Un busto del hombre desconocido hecho por la policía en 1949.

El 3 de diciembre de 1948, E.C. Johnson se acercó a la comisaría a efectos de identificarse como vivo y ser descartado como sospechoso de ser el fallecido. El mismo día, el periódico The News publicó una foto del hombre muerto en su portada, solicitando información a cualquier persona que pudiese identificarlo. El 4 de diciembre la policía informó que las huellas dactilares del hombre no estaban en los registros de la policía de Australia del Sur, llevándolos a investigar fuera de la región. El 5 de diciembre, The Advertiser anunció que la policía estaba buscando información en archivos militares después de que un hombre les dijese que estuvo bebiendo con una persona muy parecida al muerto en un hotel en Glenelg el día 13 de noviembre. Mientras bebían, el hombre misterioso sacó una tarjeta de pensión militar que tenía el nombre "Solomonson" impreso en ella.
Se hicieron unas cuantas posibles identificaciones del cuerpo, incluyendo una a principios de enero de 1949, cuando dos personas identificaron el cuerpo como el de un leñador de 63 años de edad llamado Robert Walsh. Una tercera persona, James Mack, también vio el cuerpo, al que no pudo identificar en un principio, pero una hora después contactó a la policía asegurando que se trataba de Robert Walsh. Mack dijo que dudó al verlo por una diferencia en su color de pelo. Walsh dejó Adelaida unos meses antes para comprar ovejas en Queensland pero nunca regresó para Navidad, como se esperaba. La policía fue escéptica, creyendo que Walsh era demasiado viejo como para ser el fallecido. Sin embargo, tenían en cuenta que el cuerpo podía perfectamente pertenecer a un leñador, pese a que por el estado de sus manos debería haber estado al menos 18 meses sin cortar leña. Cualquier esperanza de identificarlo se fue desvaneciendo, sin embargo, cuando la señora Elizabeth Thompson, una de las que lo identificó como Robert Walsh, se retractó, después de una segunda vista del cuerpo, cuando percibió la ausencia de una cicatriz, así como el tamaño de sus piernas, llevándola a entender que el cuerpo no era de Robert Walsh.
Para inicios de febrero de 1949, hubo 8 diferentes identificaciones "positivas" del cuerpo. Incluyendo la de dos personas que lo identificaron como un amigo en común y otros que creyeron que era un cuidador de caballos, un empleado de un barco a vapor o un sueco. Los detectives de Victoria de entrada creyeron que el hombre era del estado de Victoria, por la similitud de unas marcas de lavado de ropa con las que suelen quedar cuando uno lava su ropa en diferentes lavanderías de Melbourne. Tras publicar la foto del hombre en Victoria, 28 personas afirmaron conocer su identidad. Tales afirmaciones fueron desestimadas por los detectives, quienes indicaron que por causa de "otras investigaciones" se llegó a la conclusión de que era improbable que el hombre fuese de Victoria.
Para noviembre de 1953, la policía anunció que acababan de recibir la identificación número 251. Pero dijeron que la "única pista válida" seguía siendo la ropa que el hombre vestía.

## Portafolios marrón

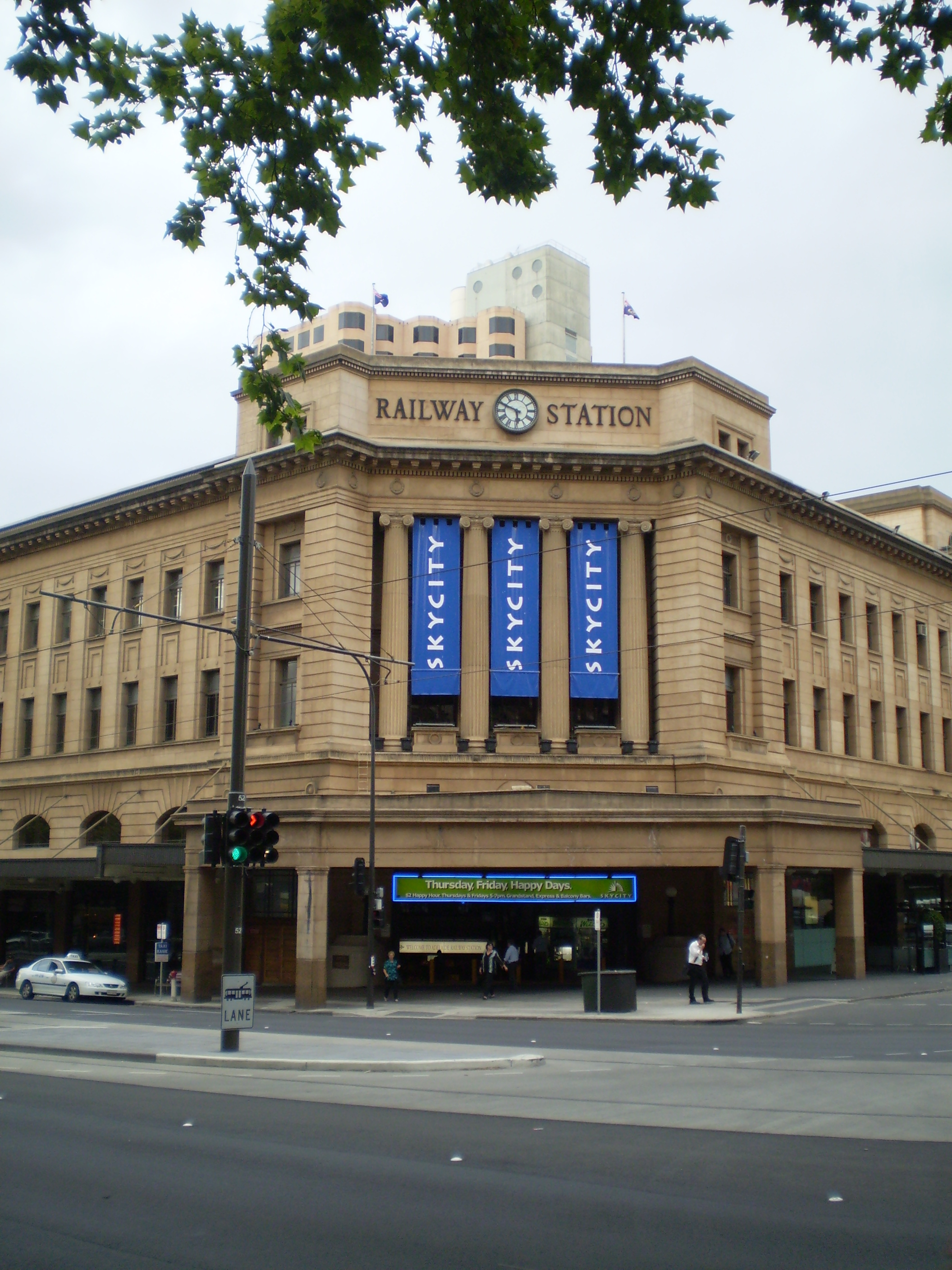
Estación de trenes de Adelaida, donde fue encontrado el maletín marrón, supuestamente del fallecido.

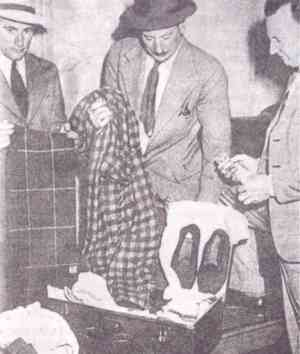
Maletín y efectos personales, encontrados en la estación de trenes de Adelaida. De izquierda a derecha están los detectives Dave Bartlett, Lionel Leane y Len Brown

Un nuevo giro en el caso ocurrió el 14 de enero de 1949, cuando personal de la estación de trenes de Adelaida descubrió un maletín marrón con la etiqueta arrancada. Había sido guardado en una taquilla pasadas las 11:00 del día 30 de noviembre de 1948. En el maletín había un albornoz, un par de pantuflas rojas talla 7, cuatro calzoncillos, pijamas, artículos de afeitar, un pantalón marrón claro con arena en el dobladillo, un destornillador buscapolo, un cuchillo de cocina recortado hasta ser transformado en un instrumento pequeño y afilado, unas tijeras con la punta muy afilada y un pincel.
También se encontró en el interior del maletín un ovillo de hilo de Barbour color naranja, de "un tipo inusual" no disponible en Australia que coincidía con el usado para coser los bolsillos de los pantalones que llevaba el muerto. Todas las marcas de identificación en la ropa habían sido quitadas, pero se encontró el nombre "T. Keane" en una corbata, "Keane" en una bolsa de lavandería y "Kean" (sin la última e) en un chaleco, conjuntamente con 3 marcas de lavado en seco; 1171/7, 4393/7 y 3053/7. La policía creyó que, quien sea que quitó las etiquetas, dejó los nombres Keane a propósito sabiendo que Keane no era el nombre del muerto. También notaron que las marcas "Keane" eran las únicas que no se podían quitar sin dañar la ropa.
Un marinero, Tommy Reade, de un barco que estaba en aquel momento en puerto, fue considerado como posible identidad del muerto. Pero, después de que muchos de sus compañeros viesen el cadáver en la morgue, aseguraron categóricamente que el cuerpo no era de Tommy Reade. Se concluyó que no había ningún T. Keane desaparecido en ningún país de habla inglesa, y la circulación por todo el país de las marcas de lavado en seco también fue infructuosa. De hecho, la única conclusión a la que se llegó es que el sobretodo del hombre sólo pudo haber sido fabricado en Estados Unidos, dado que era el único país con maquinaria para ese tipo de prenda. A pesar de haber sido producido en serie, la terminación se hizo con el sobretodo colocado en el cuerpo de su dueño. El sobretodo no había sido importado, indicando que el hombre o estuvo en Estados Unidos o le compró el sobretodo a alguien de talle similar que sí estuvo.
La policía examinó los registros ferroviarios y estimó que el hombre llegó desde un tren nocturno sea desde Melbourne, Sídney o Port Augusta. Se cree que se afeitó y duchó en la ciudad colindante antes de volver a la estación a comprar un billete para el tren de las 10:50 hacia Henley Beach, al que, por alguna razón, nunca subió. A su regreso de la ciudad colindante, dejó su maletín en la taquilla de la estación antes de tomar un bus hasta Glenelg. Derek Abbott, quien estudió el caso, cree que el hombre debió haber comprado el billete de tren antes de ducharse. Los baños de la estación estaban cerrados ese día, y el tener que ir hasta la ciudad adyacente le debió haber hecho perder unos 30 minutos, lo que explica por qué perdió el tren hacia Henley Beach, tomando el próximo bus disponible.

## Proceso
La actuación de un forense, Thomas Erskine Cleland, comenzó unos días después del descubrimiento del cuerpo, pero fue demorada hasta el 17 de junio de 1949. El patólogo a cargo, Sir John Burton Cleland, reexaminó el cuerpo y llegó a nuevos descubrimientos. Cleland notó que los zapatos del hombre estaban extremadamente limpios y parecían estar recién lustrados, en lugar de estar en el estado esperado para los zapatos de un hombre que anduvo todo el día por Glenelg. Agregó que dicha evidencia encaja con la teoría de que el cuerpo pudo haber sido llevado a la playa de Somerton luego de la muerte del hombre, teniendo en cuenta además la falta de evidencias de vómitos o convulsiones, los dos efectos principales del envenenamiento.
Thomas Cleland especuló con que ninguno de los testigos pudo identificarlo la noche anterior, lo cual dejaba la posibilidad de que el hombre hubiera fallecido en cualquier otra parte y luego hubiese sido arrojado ahí. Y agregó que el hecho de que los testigos creyeran que "es definitivamente el mismo hombre" era pura especulación.
Cedric Stanton Hicks, profesor de Fisiología y Farmacología de la Universidad de Adelaida, testificó que un grupo de drogas, variantes de la droga en el grupo que él llamó como Número 1, y en particular la Número 2, eran extremadamente tóxicas en una dosis oral relativamente chica como para hacer extremadamente dificultosa si no imposible la tarea de identificarla. Le dio al forense los nombres de las dos drogas escritas en un papel, lo que fue admitido como "Prueba número C18". Los nombres no fueron revelados al público hasta los años '80. Es hoy sabido que las dos drogas eran, la Número 1: Digitalis y la Número 2: Strophanthin (las drogas fueron luego publicitadas como Digitalis y Ouabain). Notó que el único "hecho" no encontrado en relación con el cuerpo fue la evidencia de vómito. Agregó que su ausencia no fue desconocida, pero que él no podía sacar una "franca conclusión" sin ella. Hicks afirmó que si la muerte hubiese ocurrido siete horas después de haber sido visto moverse por última vez, habría implicado una gran dosis, que aún sería indetectable. Se mencionó que el movimiento visto por los testigos a las 19:00 pudo haber sido la última convulsión antes de la muerte.
Al principio del proceso, Cleland afirmó: "Estaría preparado para descubrir que murió envenenado, que el veneno fuese probablemente un glucósido y que no fue accidentalmente administrado; pero no puedo decir si se lo administró él mismo u otra persona." A pesar de estos descubrimientos, no pudo determinar la causa de la muerte del Hombre de Somerton.
La falta de éxito en determinar la identidad y la causa de la muerte del Hombre de Somerton llevó a las autoridades a llamarlo un "misterio sin precedentes" y creer que la causa de la muerte nunca se sabría.
Un editorial llamó al caso "uno de los misterios más inexplicables de Australia" y remarcó que si el hombre murió envenenado por una droga tan rara y oscura que no pudo ser identificada por expertos, entonces seguramente el conocimiento avanzado de sustancias tóxicas por parte del culpable implicaría algo más serio que un simple envenenamiento.

## Conexión con el libro"El Rubaiyat" de Omar Khayyam

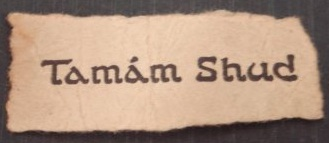
El pedazo de papel, con su distintivo tipo de letra, encontrado oculto en uno de los bolsillos del pantalón del difunto, arrancado de la última página de una rara edición neozelandesa de The Rubaiyat of Omar Khayyam

Para la misma época del proceso se encontró, dentro de uno de los bolsillos más pequeños del pantalón del cadáver, un pedacito de papel enrollado con las palabras "Tamam Shud" impresas. Traductores públicos fueron convocados para traducir el texto, que significa literalmente "terminado" o "finalizado", encontrado en la última página del libro Rubaiyat de Omar Khayyam.
El reverso del papel estaba en blanco. La policía comenzó una búsqueda por toda Australia para encontrar la copia de ese libro que tuviese un reverso en blanco similar. Una foto del pedazo de papel fue enviada a la policía interestatal y divulgada al público en general, llevándolos hasta un hombre que reveló que había encontrado una primera edición de 1859 muy rara traducida por Edward FitzGerald de The Rubaiyat, publicada por Whitcombe and Tombs en Nueva Zelanda, en el asiento trasero de su coche, que estaba estacionado abierto en la calle Jetty, en Glenelg, entre una y dos semanas antes de que el cuerpo fuese descubierto. Dijo no saber nada acerca de la conexión del libro con el caso, hasta que vio un artículo en el diario del día anterior. La identidad y ocupación del hombre fueron mantenidas en secreto por la policía a pedido del mismo. El tema del Rubaiyat de Omar Khayyam es que uno debe vivir su vida al máximo y no arrepentirse de nada hasta el último de sus días. Esto llevó a la policía a teorizar acerca del suicidio por envenenamiento, a pesar de no tener otra evidencia que apoye la teoría. Al libro le faltaban las palabras "Tamam Shud" en la última página, que tenía el reverso en blanco, y tests microscópicos indicaron que el pedazo de papel había sido arrancado de ese libro.

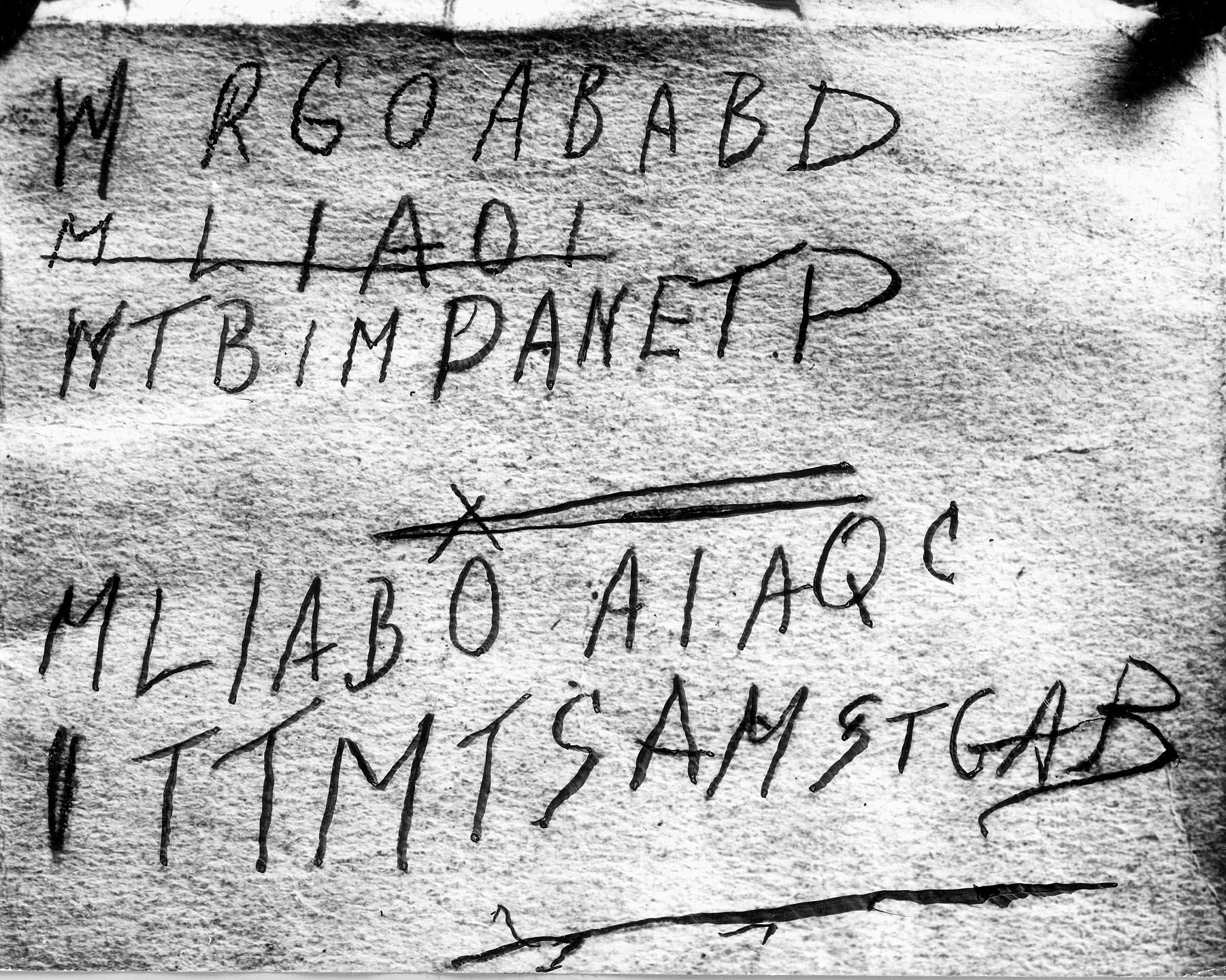
La escritura a mano muestra marcas de lápiz en la parte trasera del libro Rubáiyát de Omar Khayyám. Las marcas son presumiblemente un tipo de código.

En la parte trasera del libro había escritas a mano cinco líneas de letras en mayúsculas, de las cuales la segunda estaba tachada. El tachado es considerado significante por su similitud con la cuarta línea, posiblemente indicando un error y de este modo, tal vez probando que las letras eran un código:
WRGOABABD
MLIAOI
WTBIMPANETP
MLIABOAIAQC
ITTMTSAMSTGAB
No está claro si las primeras dos líneas empiezan con "M" o "W", pero se cree que muy probablemente sea la letra W, debido a la diferencia que se nota comparando con la letra M tachada. Parece haber una línea borrada o subrayada que dice "MLIAOI". A pesar de que la última letra en esta línea parece una "L", en una inspección más cercana queda claro que es una 'I' más la extensión de la línea usada para tachar o subrayar el texto. Además, las otras "L" tienen la parte de abajo curva. Además hay una "X" sobre la última 'O' en el código, y no se sabe si esto es significante o no. De entrada se creyó que era una escritura en un lenguaje foráneo antes de caer en la cuenta de que era un código. Se convocaron expertos para descifrar el código, sin ningún resultado. Cuando el código fue analizado por el Departamento de Defensa de Australia en 1978, se hicieron las siguientes afirmaciones al respecto:
- Hay símbolos insuficientes para establecer un patrón.
- Los símbolos pueden ser un código complejo o un sinsentido de una mente enferma.
- No es posible dar una respuesta satisfactoria.[27]

Además, se encontró en la parte trasera del libro el número de teléfono de una exenfermera que vivía en la calle Moseley, Glenelg, a unos 400 metros (1312,3 pies) hacia el Norte del lugar en el que fue encontrado el cuerpo. La mujer dijo que mientras trabajaba en el Royal North Shore Hospital en Sídney durante la Segunda Guerra Mundial tenía una copia de The Rubaiyat pero que en 1945, en el Hotel Clifton Gardens de Sídney, se lo regaló a un Teniente del Ejército llamado Alfred Boxall, quien servía en la Sección de Transporte Marino de la Armada Australiana.
De acuerdo a los reportes de la prensa, la mujer afirmó que luego de la guerra se mudó a Melbourne y se casó. Pasado un tiempo recibió una carta de Boxall, pero le respondió que era casada. Agregó que a fines de 1948 una persona preguntó por ella a su vecino de al lado. No hay evidencia de que Boxall, quien desconocía el apellido de casada de la mujer, haya tenido algún contacto con ella luego de 1945. El Detective Leane le mostró el busto del fallecido, pero la mujer no pudo identificarlo. Leane informó que su reacción al ver el busto fue "de total sorpresa, al punto de dar la apariencia de que estaba por desmayarse." En su video entrevista en 2002, Paul Lawson, quien fabricó el busto y estaba presente cuando la mujer lo vio, se refirió a ella como 'Sra. Thomson' y notó que luego de ver el busto, ella inmediatamente desvió la mirada y no volvió a mirarlo.
Fue entonces cuando la policía creyó que Boxall era el muerto, hasta que lo encontraron vivo con su copia de The Rubaiyat (una edición de Sídney de 1924) completa, con las palabras "Tamam Shud" en su última página. Boxall trabajaba entonces en la sección mantenimiento en la compañía de buses de Randwick (donde trabajaba antes de la guerra) y no tenía la menor idea acerca de ninguna conexión entre él y el muerto.
En el frente del libro Rubaiyat que la mujer le regaló, ella había escrito el verso 70:
En efecto, de hecho, a menudo antes del Arrepentimiento
Juré, pero estaba yo sobrio cuando juré?
Y entonces, y entonces llegó la primavera, y con una rosa-en-mano
Mis Penitencia desnuda unas piezas rasgaron.
La mujer entonces vivía en Glenelg pero negó conocer al muerto ni saber por qué él visitaría su barrio la noche de su muerte. Comentó además que entonces era casada y prefería que su nombre no fuese agregado al legajo, para quedar a resguardo de ser vinculada al muerto o a Boxall. La policía estuvo de acuerdo, privando a las investigaciones posteriores del beneficio de la mejor pista hallada hasta entonces. En un programa de TV acerca del hecho, en la sección de la entrevista a Boxall, el nombre de la mujer fue mencionado como Jestyn, aparentemente obtenido de su firma Jestyn al pie del verso que ella escribió en el libro, la que fue cubierta cuando el libro se exhibió en el programa. Seguramente era su apodo y fue el nombre con el que se presentó al conocer a Boxall. El detective retirado Gerald Feltus entrevistó a Jestyn en 2002 y la encontró "evasiva" o "no queriendo hablar del asunto", agregando ella que su familia no sabía nada acerca de su conexión con el caso, estando él de acuerdo en no mencionar su identidad ni nada que pueda revelarla. Feltus cree que Jestyn conocía la identidad del Hombre de Somerton. Jestyn le dijo a la policía que era casada, pero ellos no agregaron el nombre de Jestyn en el legajo, y no hay evidencia de que la policía supiera que ella lo estuviera en aquellos días. Cuando se quiso reinvestigar el caso, se descubrió que Jestyn había muerto en 2007. Su nombre verdadero fue considerado importante como pista para descifrar el código. En su libro del año 2010, Feltus aseguró que la familia del esposo de Jestyn le dio permiso para revelar el nombre; sin embargo, los nombres que reveló en su libro son considerados seudónimos.

## La teoría del espía
Existieron rumores acerca de que Boxall estuvo involucrado en inteligencia militar durante la guerra, y además se especuló con que el muerto era un espía soviético envenenado por enemigos desconocidos. Durante una entrevista con Boxall en 1978, el conductor inquirió, "Sr. Boxall, usted trabajó, ¿cierto?, en una unidad de inteligencia, antes de conocer a esta joven mujer [Jestyn]. ¿Alguna vez se lo mencionó a ella?" Boxall respondió "No", y cuando se le preguntó si ella pudo haberlo sabido, Boxall respondió "no, a menos que alguien se lo haya dicho". Cuando el conductor sugirió que existía una conexión espía, Boxall luego de una pausa respondió: "Es una tesis bastante melodramática, ¿no cree?" De hecho, Alfred Boxall era ingeniero en la Compañía 4.ª de Transporte Marino secundado por la Unidad de Observaciones de Australia del Norte 2/1 (NAOU) para operaciones especiales bajo órdenes del Comando general de Oficiales. Durante esas tareas se lo ascendió a Teniente en 3 meses.
El hecho de que el hombre murió en Adelaida, la ciudad capital más cercana a Woomera, un sitio altamente secreto de lanzamiento de misiles y central de inteligencia, reforzó esta especulación. También se recordó que un posible sitio desde el cual el muerto pudo haber viajado a Adelaida era Port Augusta, una ciudad relativamente cercana a Woomera.
Además, en abril de 1947 el Ejército de Estados Unidos, como parte de la Operación Venona, descubrió que allí hubo material ultrasecreto filtrado desde el Departamento de Relaciones Exteriores de Australia hacia la embajada soviética en Canberra. Esto llevó a que en 1948 Estados Unidos dejara de remitir información clasificada a Australia.
Como respuesta, el gobierno australiano anunció que establecerían un servicio de seguridad secreto nacional, que finalmente fue la Organización de Inteligencia de Seguridad de Australia (ASIO).

## Identificación final
El 26 de julio de 2022, Abbott anunció que él y la genealogista estadounidense Colleen Fitzpatrick habían utilizado sitios web de ADN como Ancestry.com para construir un árbol genealógico de más de 4000 personas.  En marzo de 2022, limitaron esto al hombre de Melbourne Carl "Charles" Webb, un ingeniero eléctrico y fabricante de instrumentos, que no tenía antecedentes penales. Abbott dijo que el 23 de julio, "se encontraron las últimas pruebas de ADN para identificar completamente a Webb como el Hombre de Somerton".